# Statua di Coatlicue

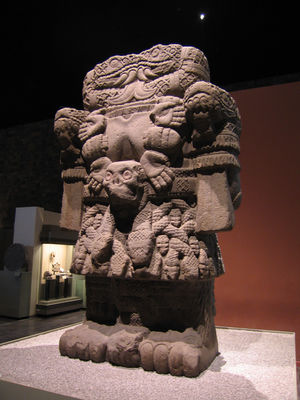
Statua di Coatlicue, esposta presso il Museo nazionale di antropologia

La statua di Coatlicue è una statua alta 2,7 metri fabbricata in andesite, e raffigurante la dea azteca Coatlicue ("donna-serpente"). Attualmente si trova esposta presso il Museo nazionale di antropologia di Città del Messico.
Sulla parte inferiore della statua, non normalmente visibile, si trova un'incisione di Tlaltecuhtli ("signore della terra").

## Scoperta
La statua venne scoperta nella piazza principale di Città del Messico il 13 agosto 1790. Poco lontano, il 17 dicembre fu rinvenuto anche la Piedra del Sol (noto solitamente come "calendario di pietra azteco").
Il primo studioso ad esaminare la statua fu Antonio de León y Gama, che sbagliò ritenendola una raffigurazione di "Teoyamiqui" (ovvero Teoyaomiqui).

## Reazioni
Creoli ed europei ritenevano orribile la statua, un mostro deformato. D'altra parte gli indiani messicani iniziarono ad adorarla, facendo pellegrinaggi con candele ed ornandola con fiori. Per evitarlo, la statua fu sepolta nel patio dell'Università del Messico, dove sarebbe rimasta nascosta.

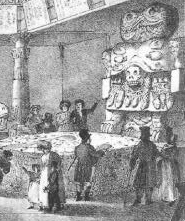
Copia di Bullock di "Teoyamiqui", esibita a Londra nel 1824, nel corso della mostra intitolata Ancient Mexico

## Copie
La statua fu disseppellita nel 1803, in modo che Alexander von Humboldt potesse disegnarla al fine di forgiarne una copia, dopodiché sarebbe stata sepolta di nuovo. Fu riportata alla luce per la seconda volta nel 1823, quando anche William Bullock volle copiarla, ed esporre la sua opera nella Sala Egizia di Piccadilly, Londra, nel corso della mostra che organizzò intitolandola Ancient Mexico.

## Altre statue
Un'altra statua, chiamata Yolotlicue ("gonna-cuore"), fu scoperta nel 1933. Nonostante fosse seriamente danneggiata, era identica a quella di Coatlicue tranne che per il fatto di avere una gonna fatta di cuori invece che di serpenti. Esistono anche due frammenti di una statua simile, il che fa ipotizzare che queste opere facessero parte di un gruppo più nutrito.